# There You’ll Be
There You’ll Be ist ein Lied von Diane Warren und ein Filmsong aus dem Film Pearl Harbor (2001). Interpretiert wurde das Lied von Faith Hill. Das Lied wurde unter anderem 2002 für den Oscar als bester Filmsong nominiert. Faith Hill wurde bei den Grammy Awards 2002 für ihre Interpretation des Liedes für einen Grammy und Diane Warren für den Grammy Award für den besten für visuelle Medien geschriebenen Song nominiert.
Ursprünglich sollte Céline Dion die gefühlvolle und sentimentale Ballade über diejenigen, die wir verloren haben, singen. Dion lehnte es aber ab, eine weitere romantische Ballade aufzunehmen. So wurde das von David Campbell orchestrierte Lied von Faith Hill interpretiert.

## Kritik
David Browne vom Entertainment Weekly urteilte, dass das Lied dem Rezept für eine Soundtrack-Ballade folge.

## Charts
Das Lied war 2001 weltweit in zahlreichen Hitparaden vertreten.
In den Billboard Hot 100 hielt sich There You'll Be zwanzig Wochen und erreichte Platz zehn.
In Deutschland erreichte das Lied am 9. Juli 2001 die Charts und blieb dort siebzehn Wochen. Vier Wochen davon hielt es sich auf Platz acht, der höchsten Positionierung. In Österreich erreichte es Platz fünf. In Schweden war es 2001 ein Nummer-eins-Hit.

## Auszeichnungen und Nominierungen
- ASCAP Film and Television Music Awards 2002

- Oscars 2002: Bester Filmsong (Nominierung)
- Grammy Awards 2002: Beste weibliche Pop-Gesangsdarstellung (Nominierung)

Grammy Award for Best Song Written for Visual Media (Nominierung)
- Golden Globe Awards 2002: Bester Filmsong (Nominierung)
- Critics’ Choice Movie Award 2002: Best Filmsong (Nominierung)[6]
- Satellite Awards 2001: Bester Filmsong (Nominierung)